# Sharon Lee (Judoka)
Sharon Denise Lee (* 13. März 1963 in Birmingham) ist eine ehemalige britische Judoka, die 1989 Weltmeisterschaftszweite war.

## Sportliche Karriere
Die 1,75 m große Sharon Lee kämpfte im Schwergewicht und in der offenen Klasse. 1986 gewann sie im Rahmenprogramm der Commonwealth Games in Edinburgh eine Bronzemedaille. Zwei Jahre später bei den Europameisterschaften 1988 in Pamplona erkämpfte Sharon Lee eine Bronzemedaille im Schwergewicht. Bei den Weltmeisterschaften 1989 in Belgrad belegte sie den siebten Platz im Schwergewicht. In der offenen Klasse bezwang sie im Halbfinale die Belgierin Ingrid Berghmans und gewann Silber hinter der Kubanerin Estela Rodríguez. Ende 1989 erreichte sie beim Fukuoka Cup das Finale in der offenen Klasse und verlor gegen die Chinesin Zhuang Xiaoyan. Bei den Commonwealth Games 1990 in Auckland war Judo ein offizieller Wettkampf. Sharon Lee siegte sowohl im Schwergewicht als auch in der offenen Klasse. Auch bei den Europameisterschaften 1990 in Frankfurt am Main trat Lee in beiden Gewichtsklassen an. Sie belegte den siebten Platz im Schwergewicht. In der offenen Klasse bezwang sie im Halbfinale die Niederländerin Monique Aarts und im Finale die Französin Nathalie Lupino. Ein Jahr später bei den Europameisterschaften 1991 in Prag unterlag Sharon Lee in beiden Halbfinalkämpfen einer Polin: Im Schwergewicht siegte Beata Maksymow, in der offenen Klasse Renata Szał. Nach einer Niederlage gegen Swetlana Gundarenko aus der Sowjetunion im Kampf um Bronze belegte sie im Schwergewicht den fünften Platz, in der offenen Klasse verlor sie den Kampf um Bronze gegen Nathalie Lupino.
1992 standen bei den Olympischen Spielen in Barcelona erstmals Wettbewerbe im Frauenjudo auf dem Programm, allerdings nicht in der offenen Klasse. Sharon Lee unterlag in ihrem ersten Schwergewichts-Kampf Zhuang Xiaoyan. Nach einem Sieg in der Hoffnungsrunde gegen die Spanierin Immaculada Vicent schied Lee gegen die Ungarin Éva Gránitz aus. In ihrem letzten Jahr als Aktive schied Sharon Lee sowohl bei den Europameisterschaften 1993 als auch bei den Weltmeisterschaften 1993 in der Hoffnungsrunde aus.